# Мануэ
Мануэ́ (фр. Manhoué) — коммуна во французском департаменте Мозель региона Лотарингия. Относится к  кантону Шато-Сален.	

## География
Мануэ расположен в 35 км к юго-востоку от Меца. Соседние коммуны: Фоссьё на севере, Малокур-сюр-Сей на северо-востоке, Абонкур-сюр-Сей, Ланфруакур и Бе-сюр-Сей на юге, Армокур на юго-западе, Аррей-эт-Ан и Ажонкур на северо-западе.

## История
- Деревня была полностью уничтожена в ходе Тридцатилетней войны, восстановлена в 1635 году поблизости от первоначального месторасположения.
- Коммуна подверглась сильным разрушениям во время Первой мировой войны 1914—1918 годов и Второй мировой войны 1939—1945 годов.

## Демография
По переписи 2007 года в коммуне проживало 135 человек.	

## Достопримечательности
- Следы галло-романской культуры.